# عبدالرضا سیف
عبدالرضا سیف استاد گروه زبان و ادبیات فارسی دانشگاه تهران، رئیس دانشکدهٔ ادبیات و علوم انسانی دانشگاه تهران، مشاور رئیس و رئیس شورای مشاوران دانشگاه تهران، مسئول بسیج اساتید دانشگاه تهران، عضو هیئت امنای صندوق رفاه اعضای هیئت علمی دانشگاه تهران و از اعضای شورای مرکزی کانون دانشگاهیان ایران اسلامی است. او در گذشته معاون فرهنگی دانشگاه تهران بوده است..

## ریاست بر دانشکده ادبیات و علوم انسانی دانشگاه تهران

### انتقادات و اعتراضات

#### نامه «اعلام خطر نسبت به وضعیت دانشکده ادبیات و علوم انسانی دانشگاه تهران»
در مردادماه سال ۱۴۰۱، ۶۰۱ نفر از دانشجویان و فارغ‌التحصیلان دانشکدهٔ ادبیات و علوم انسانی دانشگاه تهران با انتشار نامه‌ای سرگشاده با عنوان «اعلام خطر نسبت به وضعیت دانشکده ادبیات و علوم انسانی دانشگاه تهران» نسبت به آنچه «قانون‌شکنی» و «سوءمدیریت» سیف در شش ماه ریاستش بر دانشکدهٔ ادبیات و علوم انسانی دانشگاه تهران می‌نامیدند، اعتراض کردند. تخلف در آزمون دکتری رشتهٔ زبان‌های باستانی، تخلف در عزل و نصب مدیران گروه‌های آموزشی، ممنوعیت سلیقه‌ای استفاده از استادان مدعو توسط گروه‌های آموزشی، ایجاد فضای رعب و وحشت و شکایت از دانشجویان به کمیتهٔ انضباطی و سوءمدیریت در پروژهٔ مقاوم‌سازی ساختمان دانشکده از موارد مطرح‌شده در این نامه است. به گفتهٔ روزنامهٔ هم‌میهن پس از انتشار فهرست امضاهای این نامه در فضای مجازی، «چهارشنبۀ گذشته، ٢۶ مرداد از خطوط تلفن دانشکده با تعداد زیادی از دانشجویان تماس گرفته شده و از آن‌‌ها سؤال شده که آیا از درج نام خود در زیر نامۀ اعتراض به انتصاب و عملکرد عبدالرضا سیف مطلع هستند یا نه. تماس‌‌گیرندگان از برخی دانشجویان خواسته‌‌اند «پشیمانی» خود از امضای نامۀ اعتراضی را از طریق ایمیل به اطلاع سیف برسانند.» یکی از دانشجویان دکتری این دانشکده نیز در یادداشتی در روزنامهٔ فرهیختگان نوشت: «به بهانه راستی‌آزمایی امضاها با بسیاری از دانشجویان تماس‌هایی با لحن تهدید‌آمیز گرفته شد.»
به گفتهٔ شورای صنفی دانشجویان دانشکدهٔ ادبیات و علوم انسانی، سیف در جلسه‌ای نامهٔ اعتراضی را سراسر تهمت و دروغ و بی‌‌انصافی و «مرض‌‌های یک مشت عقده‌‌ای» خوانده است. او همچنین در مصاحبه با خبرگزاری تسنیم، ادعا کرد «پیگیری‌های بعضی از همکاران ما نشان داد که تعداد زیادی از امضاهای آن نامه [نامه اعلام خطر] اساسا وجود خارجی ندارد و اصل نامه هم ریشه دانشگاهی و دانشجویی ندارد.» او در همین مصاحبه گفت: «بنده اعتقاد ندارم که مسائلی که اخیرا در رسانه‌های بیگانه و بعضاً در برخی سایت‌های حامی آن‌ها در داخل منتشر می‌شود، انتقادات سازنده و مشفقانه باشد؛ چراکه اگر چنین بود، رسانه‌های معاند برای طرح آن‌ها سر و دست نمی‌شکستند... آن‌ها اهداف دیگری دارند و برای رسیدن به اهدافشان به بنده‌ای که معلم ادبیاتم و به اقتضای عمری که در این راه صرف کرده‌ام، از لطافت و ظرافت آن تاثیرپذیرفته‌ام، انگ ایجاد رعب و وحشت هم می‌زنند.» سیف در این مصاحبه اتهامات واردشده مبنی بر تخلف در آزمون دکتری رشتهٔ زبان‌های باستانی و عزل و نصب مدیران گروه‌ها را نیز رد کرد.
سیدمحمد مقیمی، رئیس دانشگاه تهران، نیز در پاسخ به اعتراضات در نشست خبری خود گفت: «برخی تلاش می کنند با هجمه و فشار افکار عمومی نسبت به تعیین و انتصاب افراد در دانشکده ها مدیریت را تحت فشار قرار دهند. ما اگر می خواستیم با اینگونه فشارها مدیریت کنیم باید منتظر باشیم و ببینیم رسانه ها کدام افراد را برای مدیریت دانشکده ها و مراکز معرفی می کنند.» او همچنین در مصاحبه با ایسنا گفت: «بخشی از مسائل و مشکلات مطرح شده، هیاهوی رسانه‌ای است. به طور قطع، افرادی در ورای مسائل مطرح شده، قرار دارند. اگرچه تعدادشان مشخص نیست اما با بهره‌گرفتن از روش‌های غیراخلاقی به این موضوع ورود کرده‌اند. افرادی که در ارتباط با این موضوع هستند، شناسایی نشده‌اند. به همین دلیل، گزارشی درباره خاطیان به ریاست دانشگاه ارائه نشده که به تخلفات آنها ورود کنیم. تمام اقدامات انجام شده غیراخلاقی است و در خور دانشگاه تهران نیست.»

#### انتقادات اعضای هیئت علمی دانشکده
احمدرضا قائم‌مقامی، مدیر وقت بخش تخصصی زبان‌های باستانی و ایران‌شناسی دانشکده ادبیات و علوم انسانی، در جلسهٔ پرسش و پاسخ دانشجویی مورخ ۲۳ خردادماه ۱۴۰۱، انتقادات تندی را به عملکرد عبدالرضا سیف وارد کرد. او مدعی شد از حضور او و دیگر استادان این بخش تخصصی در مصاحبهٔ دکتری رشتهٔ زبان‌های باستانی ممانعت به عمل آمده و سؤالات آزمون کتبی کنکور این رشته نیز یک روز پیش از برگزاری کنکور از گاوصندوق خارج و با سؤالات دیگری جایگزین شدند. او بر اساس این دعاوی کنکور دکتری این رشته را «مخدوش» و «به‌کلی متقلبانه» خواند. از دیگر مسائل مطرح‌شده توسط قائم‌مقامی، حذف مقالات منتشرشده در یکی از مجلات دانشکده از سایت آن مجله به دستور سیف و دخالت‌های معاون اجرایی سیف، موسی دیباج، در امور مرتبط با جذب اساتید در بخش تخصصی زبان‌های باستانی و ایران‌شناسی بوده است. سیف ادعای جابجایی سؤالات را در مصاحبه با تسنیم «سطحی و عامیانه و غیر قابل وقوع و کذب» خواند و دربارهٔ ممانعت از حضور استادان این بخش تخصصی در مصاحبهٔ آزمون دکتری نیز ادعا کرد مقررات اجازهٔ حضور استادان این بخش در مصاحبهٔ دکتری را نمی‌داده و «بنابراین به ناچار برای مصاحبه شفاهی دکتری در این رشته از استادان بازنشسته و مدعو دعوت شد.»
داریوش رحمانیان، دانشیار گروه تاریخ دانشکده ادبیات و علوم انسانی، نیز در مصاحبه با روزنامهٔ هم‌میهن، خاطره‌ای از حضور سیف در جلسهٔ شورای گروه تاریخ نقل کرد. به گفتهٔ او سیف به درخواست خودش و برخلاف رویهٔ مرسوم در یکی از جلسات شورای گروه تاریخ حضور یافت و «حدود ۵۰-۴۰ دقیقه تهدید و هشدار و انتقادهای تند فرمودند و حتی برخی تهمت‌‌ها به برخی روساء و مدیران پیشین دانشکده زدند که مثلا سوءاستفاده کردند، بدون این‌‌که اسم کسی آورده شود و حتی حضور داشته باشند.» طبق روایت رحمانیان، سیف پس از مطرح کردن انتقادات خود می‌خواسته از جلسه خارج شود که موجب درگیری سیف و اعضای گروه تاریخ می‌شود. به گفتهٔ رحمانیان پس از این درگیری‌ها سیف تهدید کرده که مدیر گروه تاریخ را عزل و مجلهٔ گروه تاریخ را تعطیل می‌کند.

### جنجال جعل امضا در حمایت از سیف
پس از انتشار نامه «اعلام خطر نسبت به وضعیت دانشکده ادبیات و علوم انسانی دانشگاه تهران» خبرگزاری فارس، نامه‌ای را با عنوان «خط تخریب و هجمه به استادان، مدیران و دانشجویان ارزشی و جهادی؛ راهبرد حزب منحله مشارکت و عوامل فتنه ۸۸ در دانشگاه» به همراه ۹۵۰ امضا منتشر کرد که به نامه اعتراضی دانشجویان و فارغ‌التحصیلان پاسخ می‌داد. این نامه منتقدان سیف را «اذناب ورشکسته فتنه ۸۸ و حزب منحله مشارکت در دانشگاه» می‌خواند که «با هدف انتقام از جبهه انقلاب اسلامی و شکستن صفوف مرصوص سربازان ولایت و رهبری، و در جهت تحریک دانشجویان عزیز و دور کردن آنان از فضای علم و پژوهش و کُند کردن حرکت و پیشرفت علمی کشور که از مولفه‌های اصلی اقتدار ملی است، تخریب سازمان‌یافته و ترور شخصیت استادان و دانشجویان متعهد و انقلابی را پی گرفته‌اند.»
در ساعات ابتدایی انتشار این جوابیه عدهٔ زیادی از افرادی که نامشان در فهرست ۹۵۰ نفری امضاکنندگان قرار گرفته بود، از این اتفاق اظهار بی‌اطلاعی کردند. سایه اقتصادی‌نیا، ویراستار و منتقد ادبی، مرتضی روحانی راوری، چهرهٔ فرهنگی اصولگرا و مدیر نشر ترجمان، و محمد راغب، استاد زبان و ادبیات فارسی در دانشگاه شهید بهشتی، از جملهٔ این افراد بودند. بنا بر گزارش روزنامهٔ هم‌میهن، بسیاری از دانشجویان و دانش‌آموختگان دانشکدهٔ ادبیات نیز اعلام کردند اسامی‌ای که ورودی آن‌ها در فهرست امضاکنندگان قرار گرفته را نمی‌شناسند و بنابراین بسیاری از اسامی فهرست‌شده اساساً وجود خارجی ندارند. همچنین بنا بر گزارش این روزنامه، در فهرست منتشرشده زمان ورود اسامی نیز درج شده بوده و نشان می‌داده که اکثر اسامی با فواصل زمانی بسیار کوتاه وارد شده‌اند که نشان از جعلی بودن آن‌ها دارد. از دیگر اتفاقات خبرساز وجود اسامی «ساسان حیدری یافته» (ساسی مانکن) و «ابراهیم حامدی» (ابی) در میان فهرست امضاکنندگان بود.
در پاسخ به این وقایع، مشاور رسانه‌ای عبدالرضا سیف، در گفتگو با خبرگزاری فارس مدعی شد «درج برخی اسامی افراد معلوم‌الحال و اسامی جعلی در نامه دانشجویان دانشکده ادبیات دانشگاه تهران به دلیل آنلاین و الکترونیکی بودن فرایند امضای آن، از سوی بعضی فرصت‌طلبان صورت گرفته که مراتب از طریق پلیس فتا پیگیری خواهد شد.»

### تغییر رئیس مؤسسهٔ لغت‌نامهٔ دهخدا و مرکز بین‌المللی آموزش زبان فارسی
در تیرماه سال ۱۴۰۱ به دستور سیدمحمد مقیمی، رئیس دانشگاه تهران، محمود بی‌جن‌خان، زبان‌شناس ایرانی و عضو گروه زبان‌شناسی دانشکده ادبیات و علوم انسانی دانشگاه تهران، از ریاست مؤسسهٔ لغت‌نامهٔ دهخدا و مرکز بین‌المللی آموزش زبان فارسی برکنار و حمیرا زمردی، عضو گروه زبان و ادبیات فارسی دانشگاه تهران، با او جایگزین شد. به گفته مقیمی، این جابجایی پس از آن صورت گرفت که او مسئولیت بررسی عملکرد بی‌جن‌خان را به سیف سپرده بود. سیف چند هفته پیش از این جابجایی گفته بود این مؤسسه «مربوط به دانشکده ادبیات است» و رئیسش باید از گروه زبان و ادبیات فارسی باشد و نه گروه زبان‌شناسی. بنا بر گزارش روزنامهٔ هم‌میهن، «بسیاری با توجه به سابقۀ همکاری‌های نزدیک و همفکری‌های زمردی با سیف... این انتصاب را در نتیجۀ مشاورۀ ایشان دانستند.» ریاست زمردی بر این مؤسسه در همان ماه‌های اول با حواشی بسیاری همراه بود که منجر به قطع همکاری مؤلفان لغت‌نامهٔ بزرگ فارسی با این مؤسسه شد. سیف نیز در کنار مقیمی و زمردی از کسانی بود که ادعا کرد «درباره قطع همکاری استادان پیشکسوت با موسسه لغتنامه دهخدا هم جوسازی صورت گرفته است. نامه انصراف از همکاری استادان با موسسه لغتنامه دهخدا هم از جوسازی‌ها و شایعه‌پراکنی‌های چند فرد خاص بوده است و اساساً هیچ استعفایی تقدیم ریاست این سازمان نشده است.» پس از این اظهارات، مؤلفان لغت‌نامهٔ بزرگ فارسی در نامه‌ای به وزیر علوم که توسط وبگاه مؤسسهٔ میراث مکتوب منتشر شد، بر قطع موقت همکاری خود با مؤسسهٔ لغت‌نامهٔ دهخدا تأکید کردند.
پس از برگزاری مراسم معارفه حمیرا زمردی، محمود بی‌جن‌خان، رئیس پیشین مؤسسه، در نامه‌ای سرگشاده به برخی اظهارات رئیس دانشگاه تهران پاسخ داد. این نامهٔ سرگشاده حاوی انتقادات تندی به عبدالرضا سیف نیز بود. او در پاسخ به ادعای مقیمی مبنی بر محول کردن مسئولیت بررسی عملکرد او در مؤسسه، نوشت: «ایشان چه بررسی‌ای انجام داده و چه کاستی‌هایی گزارش کرده؟ آیا نباید بنده به عنوان رئیس مؤسسه از این بررسی و کاستی‌ها مطلع شوم و پاسخ آنها را بدهم تا جنابعالی بتوانید تصمیم درست بگیرید. اگر ایشان صلاحیت بررسی دارند، بنده که در هر دو حوزۀ فرهنگ‌نویسی و آزفا سال‌هاست کار می‌کنم، کتاب، طرح کاربردی، مقالۀ ملی و بین‌المللی دارم و رشته‌ام مرتبط با موضوع است، صلاحیت انجام این بررسی و کاستی‌ها را ندارم؟... بنده اولی به این بررسی هستم یا سیف؟ خواهشمند است دستور فرمایید یکی از کارشناسان دانشگاه کارنامک علمی بنده و سیف و حتی سایر همکارانی را که در حوزه‌های تخصصی موسسه فعالیت دارند، در پایگاه‌های علم‌سنجی داخلی و خارجی جستجو کنند تا واقعیت بر جنابعالی آشکار شود.» او همچنین نوشت یکی از دلایل عدم حضور او در مراسم تودیع و معارفه، «مشاجرۀ سیف با بنده جلوی ساختمان دانشکده در ملأ عام، هفتۀ قبل از برکناری من و اهانت به یکی از کارمندان صدیق، درستکار، فداکار، عالم و بسیار محترم مؤسسه و دانشگاه، خانم اکرم سلطانی، و همچنین اهانت به بنده با الفاظ تند و زشت» بوده است.

### نقش در سرکوب اعتراضات ۱۴۰۱ دانشجویان
به گفتهٔ کانال تلگرامی «شوراهای صنفی دانشجویان کشور» در جریان اعتراضات ۱۴۰۱ دانشجویان ایران پیرو کشته‌شدن مهسا امینی، در روز ۲۳ مهرماه ۱۴۰۱، تعدادی از دانشجویان دانشگاه تهران حین خروج از دانشگاه توسط حراست دانشگاه به اتاقکی کشانده شدند و توسط مأموران حراست و افرادی که خود را مأمور وزارت اطلاعات معرفی کرده‌اند، مورد ضرب‌وشتم با شوکر قرار گرفته‌اند. در ادامه، این دانشجویان به تالاری منتقل می‌شوند و از آن‌ها در حضور سیدمحمد مقیمی، رئیس دانشگاه تهران، و عبدالرضا سیف تعهداتی اخذ می‌شود.

### اخراج حسین مصباحیان
در آذر سال ۱۴۰۱، حسین مصباحیان، عضو هیئت علمی گروه فلسفهٔ دانشکدهٔ ادبیات و علوم انسانی دانشگاه تهران، با ارجاع به اخراج خود از دانشگاه در سال‌های پیشین اعلام کرد: «اخراج شدم ولی اعتراض کردم و برگشتم؛ فرایندی که هفت سال طول کشید نُه سال از این شانزده سال را به صورت حق التدریس و بدون قرارداد استخدامی در گروههای فلسفه تاریخ و ایرانشناسی خدمت کردم و باز هم ادامه دادم. اینک اما که بار دیگر، و این بار همراه با پیگیری مصرانه ریاست فعلی دانشکده ادبیات در از کار انداختن هر سه پرونده تمدید، تبدیل و تغییر وضعیت، فاقد قرارداد استخدامی و در عمل اخراج شده به حساب می آیم، اندازه اجحاف را از اندازه تحمل خود بیشتر میبینم و ضمن اعلام انصراف از پیگیریهای بی حاصل حقوقی و قانونی، آن هم در شرایطی که حقوق مهمتر مردم به رسمیت شناخته نمی شود کناره گیری ناگزیر خود از ادامه کار در دانشگاه را اعلام میدارم.» در واکنش به این نامه جمع زیادی از استادان دانشگاه حمایت خود از مصباحیان را حمایت کردند.

### انتشار فایل صوتی توهین به دانشکدگان هنرهای زیبا
در تیرماه سال ۱۴۰۲ صوتی از عبدالرضا سیف در جلسهٔ استادان دانشکدهٔ ادبیات و علوم انسانی منتشر شد که در آن سه بار از لفظ «رقاص» برای توهین به دانشجویان دانشکدگان هنرهای زیبای دانشگاه تهران استفاده می‌کرد. او در این صوت ضریب پرداختی دانشگاه به دانشکدهٔ ادبیات و دانشکدگان هنرهای زیبا به ازای هر دانشجو را مقایسه می‌کند و می‌گوید: «یک زمانی دانشکده ادبیات ضریبش یک بود و هنرهای رقاص بیکار یک و نیم بود. رقاص‌ها یک و نیم شده بودند و ادبیاتی‌های بیچاره یک بودند. درستش کردیم. اینها رقاص بودند.»
در واکنش به این سخنان جمعی از استادان دانشکدگان هنرهای زیبای دانشگاه تهران در بیانیه‌ای سخنان سیف را محکوم کردند و بیان کردند که «اظهار نظرهایی از جنس صحبت‌های توهین‌آمیز آقای سیف، نتیجه‌ای جز ایجاد التهاب، تشویش و بازخوردهای منفی در فضای دانشگاه نخواهد داشت.»

## دیدگاه‌ها و حواشی
- سیف در زمان مسئولیت خود به عنوان معاون فرهنگی دانشگاه تهران، از برخورد مسئولان این دانشگاه با ۳۵۰ دانشجویی که به گفته او به شکل «مانکن» در این دانشگاه رفت‌وآمد می‌کنند خبر داده و گفته در دانشگاه تهران ابتدا به دانشجویان بدحجاب پنج بار تذکر داده می‌شود و سپس آن‌ها اخراج می‌شوند.[۲۶]
- سیف در سال ۱۳۹۸ دربارهٔ تلاش‌ها برای جذب آریابرزن محمدی در دانشکدهٔ حقوق و علوم سیاسی دانشگاه تهران گفته است: «جذب افرادی که در خارج از کشور بوده‌اند و در فتنه ۸۸ و در محکومیت نظام و ضدیت با اسلام فعالیت داشته‌اند، نشان می‌دهد به نوعی در چنین موضوعی ماموریت از طرف دستگاه‌های اطلاعاتی مانند موساد، ام آی سیکس و ... رسیده است... دانشگاه تهران جایگاه ویژه‌ای دارد و نمی‌شود افراد خوباخته، غرب‌زده و نفوذی در دانشگاه جذب شوند اساتید انقلابی پای این موضوع ایستاده‌اند و زیر بار چنین موضوعی نخواهند رفت.»[۲۷]
- سیف پیش از انتخابات ریاست جمهوری سال ۱۴۰۰ در مصاحبه با خبرگزاری فارس از مردم برای شرکت در انتخابات دعوت کرد و گفت: «با روی کار آمدن دولت انقلابی و مردمی بین ۶ [ماه] تا ۱ سال تمامی گرانی‌ها، تورم و نابسامانی‌های اقتصادی و اجتماعی برطرف خواهد شد.»[۲۸]
- سیف اعتراضات سراسری ۱۴۰۱ در واکنش به کشته‌شدن مهسا امینی را ناشی از تحریک جوانان توسط «برخی از فتنه‌گران که دشمنی پیشینه با نظام دارند و به دنبال تجزیه‌طلبی هستند» دانست. او همچنین ادعا کرد «فضای مجازی در تمام دنیا مورد کنترل است، در آمریکا حتی توئیت رئیس جمهور نیز حذف می‌شود، اما در کشور ما فضای مجازی کاملا رهاست.»[۲۹]
- سیف در واکنش به اعتراضات ۱۴۰۱ دانشجویان ایران گفت: «این اعتراضات سطح دانشجوی دانشگاه را در حد یک پادوی شبکه‌های بیگانه تنزل داده و این برای همه کسانی که نسبت به دانشگاه و منزلت دانشگاهی حساسیت دارند، غیرقابل تحمل است.»[۳۰]
- پس از بازداشت سعید مدنی، پژوهشگر علوم اجتماعی، در سال ۱۴۰۱ و «واهی» خواندن دلایل آن توسط عباس عبدی، عبدالرضا سیف در مصاحبه با خبرگزاری فارس، ادعا کرد عباس عبدی «عنصری مسأله‌دار» است چرا که در سال‌های اولیه پس از انقلاب ۵۷ در اقداماتی همچون تسخیر سفارت آمریکا نقش داشته اما سپس با «جاسوس آمریکایی دیدار و عذرخواهی کرد». سیف مدعی شد گفته‌های عبدی «فرار رو به جلو است» و بیان کرد «اگر سعید مدنی جاسوس نبوده است پس اطلاعات چگونه به بیرون از کشور درز می‌کند؟»[۳۱]